# US Open 1971
Lo US Open 1971 è stata la 90ª edizione dello US Open e quarta prova stagionale dello Slam per il 1971. Si è disputato dal 1º al 15 settembre al West Side Tennis Club nel quartiere di Forest Hills di New York negli Stati Uniti.
Il singolare maschile è stato vinto dallo statunitense Stan Smith, che si è imposto sul ceco Jan Kodeš in quattro set col punteggio di 3–6, 6–3, 6–2, 7–6. Il singolare femminile è stato vinto dalla statunitense Billie Jean King, che ha battuto in finale la connazionale Rosemary Casals. Nel doppio maschile si sono imposti John Newcombe e Roger Taylor. Nel doppio femminile hanno trionfato Rosemary Casals e Judy Tegart Dalton. Nel doppio misto la vittoria è andata a Billie Jean King, in coppia con Owen Davidson.
Questa edizione degli US Open è stata tormentata dalla persistente pioggia che ha fatto slittare la fine del torneo al secondo mercoledì di gioco. Il singolare maschile, e di conseguenza il doppio maschile, sono stati caratterizzati dall'assenza dei giocatori che aderivano alla World Championship Tennis. Il primo a declinare l'invito a far parte della manifestazione era stato Rod Laver vincitore nel 1969 che aveva guadagnato molti più dollari giocando i tornei del WCT piuttosto che quelli del Grande Slam: solo nel 1971 i suoi guadagni erano arrivati a 218 717 $, a seguire l'australiano furono anche altri grandi campioni come il detentore del titolo del singolare maschile Ken Rosewall, Roy Emerson, Fred Stolle, Cliff Drysdale e Andrés Gimeno.

## Seniors

### Singolare maschile
Stan Smith ha battuto in finale  Jan Kodeš con il punteggio di 3–6, 6–3, 6–2, 7–6.
- È stato il 1º titolo del Grande Slam per Smith il suo 1º (e unico) US Open.

### Singolare femminile
Billie Jean King ha battuto in finale  Rosemary Casals con il punteggio di 6–4, 7–6.
- È stato il 6º titolo del Grande Slam (il 2° dell'era open) e il suo 2º US Open.

### Doppio maschile
John Newcombe /  Roger Taylor hanno battuto in finale  Stan Smith /  Erik Van Dillen con il punteggio di 6–7, 6–3, 7–6, 4–6, 7–6.

### Doppio femminile
Rosemary Casals /  Judy Tegart Dalton hanno battuto in finale  Gail Chanfreau /  Françoise Dürr con il punteggio di 6–3, 6–3.

### Doppio misto
Billie Jean King /  Owen Davidson hanno battuto in finale  Betty Stöve /  Robert Maud con il punteggio di 6–3, 7–5.

## Juniors
Tornei iniziati nel 1974